# روبرت ساكر
روبرت ساكر (بالإنجليزية: Robert Sacre)‏ مواليد 6 يونيو 1989، هو لاعب كرة سلة كندي يلعب مع فريق لوس أنجلوس ليكرز في الرابطة الوطنية لكرة السلة ويحمل الرقم 50. يبلغ طوله 7 قدم 0 بوصة (2.1 م).

## فرق لعب لها
- لوس أنجلوس ليكرز

## روابط خارجية
- روبرت ساكر على موقع الاتحاد الدولي لكرة السلة (الإنجليزية)
- روبرت ساكر على موقع إن بي أي (الإنجليزية)
- روبرت ساكر على موقع دوري كرة السلة الياباني للمحترفين (اليابانية)
- روبرت ساكر على موقع سبورتس رفرنس (الإنجليزية)
- روبرت ساكر على موقع كرة السلة الأوروبية.كوم (الإنجليزية)
- روبرت ساكر على موقع إي إس بي إن.كوم (الإنجليزية)
- روبرت ساكر على موقع كلية كرة السلة في سبورتس رفرنس.كوم (الإنجليزية)
- روبرت ساكر على موقع ريلجم (الإنجليزية)
- روبرت ساكر على موقع بروبوليرز (الإنجليزية)
- روبرت ساكر على موقع سبورتس رفرنس (الإنجليزية)